# Ronde van Spanje 2024/Vijfde etappe
De vijfde etappe van de Ronde van Spanje 2024 werd op 21 augustus verreden in de bakoven van Andalusië van Fuente del Maestre naar Sevilla, met temperaturen tegen de veertig graden. Het was een vlakke rit over 177 kilometer.
De etappe werd gewonnen door de Tsjech Pavel Bittner van Team dsm-firmenich PostNL. Hij versloeg in een spurt de twee topfavorieten Wout Van Aert en Kaden Groves. Het is van de Ronde van Spanje 2013 geleden dat er een Tsjech een rit won in de Vuelta. Toen won Zdeněk Štybar de zevende etappe en Leopold König de achtste etappe.

## Uitslag
| Fuente del Maestre – Sevilla (177 km) |                    |                           |          |
| Plaats                                | Naam               | Ploeg                     | Tijd     |
| Winnaar                               | Pavel Bittner      | Team dsm-firmenich PostNL | 4u26'49" |
| 2                                     | Wout Van Aert      | Team Visma-Lease a Bike   | z.t.     |
| 3                                     | Kaden Groves       | Alpecin-Deceuninck        | z.t.     |
| 4                                     | Bryan Coquard      | Cofidis                   | z.t.     |
| 5                                     | Stefan Küng        | Groupama-FDJ              | z.t.     |
| 6                                     | Corbin Strong      | Israel-Premier Tech       | z.t.     |
| 7                                     | Jhonatan Narváez   | INEOS Grenadiers          | z.t.     |
| 8                                     | Arne Marit         | Intermarché-Wanty         | z.t.     |
| 9                                     | Gianmarco Garofoli | Astana Qazaqstan Team     | z.t.     |
| 10                                    | Antonio Jesús Soto | Equipo Kern Pharma        | z.t.     |
|                                       |                    |                           |          |
| 87                                    | Sam Oomen          | Lidl-Trek                 | z.t.     |

| Algemeen klassement |                   |                            |           |
| Plaats              | Naam              | Ploeg                      | Tijd      |
| Rode trui           | Primož Roglič     | BORA-hansgrohe             | 18u58'36" |
| 2                   | João Almeida      | UAE Team Emirates          | + 8"      |
| 3                   | Enric Mas         | Movistar                   | + 32"     |
| 4                   | Antonio Tiberi    | Bahrain-Victorious         | + 38"     |
| 5                   | Edoardo Affini    | Team Visma-Lease a Bike    | + 41"     |
| 6                   | Felix Gall        | Decathlon AG2R La Mondiale | 47"       |
| 7                   | Brandon McNulty   | UAE Team Emirates          | + 50"     |
| 8                   | Mattias Skjelmose | Lidl-Trek                  | + 58"     |
| 9                   | Mikel Landa       | Soudal Quick-Step          | z.t.      |
| 10                  | Aleksandr Vlasov  | BORA-hansgrohe             | + 1'00"   |
|                     |                   |                            |           |
| 33                  | Thymen Arensman   | INEOS Grenadiers           | 2'57"     |

## Nevenklassementen
| Puntenklassement |                |                           |        |
| Plaats           | Naam           | Ploeg                     | Punten |
| Groene trui      | Wout Van Aert  | Team Visma-Lease a Bike   | 158    |
| 2                | Kaden Groves   | Alpecin-Deceuninck        | 145    |
| 3                | Pavel Bittner  | Team dsm-firmenich PostNL | 35     |
| 4                | Corbin Strong  | Israel-Premier Tech       | 35     |
| 5                | Jon Aberasturi | Euskaltel-Euskadi         | 34     |

| Bergklassement        |                  |                            |        |
| Plaats                | Naam             | Ploeg                      | Punten |
| Bolletjestrui (blauw) | Sylvain Moniquet | Lotto Dstny                | 16     |
| 2                     | Filippo Zana     | Team Jayco AlUla           | 11     |
| 3                     | Primož Roglič    | BORA-hansgrohe             | 10     |
| 4                     | Luis Ángel Maté  | Euskaltel-Euskadi          | 9      |
| 5                     | Bruno Armirail   | Decathlon AG2R La Mondiale | 7      |

| Jongerenklassement |                     |                     |           |
| Plaats             | Naam                | Ploeg               | Tijd      |
| Witte trui         | Antonio Tiberi      | Bahrain-Victorious  | 18u59'14" |
| 2                  | Lennert Van Eetvelt | Lotto Dstny         | + 3"      |
| 3                  | Mattias Skjelmose   | Lidl-Trek           | + 20"     |
| 4                  | Matthew Riccitello  | Israel-Premier Tech | + 26"     |
| 5                  | Isaac del Toro      | UAE Team Emirates   | + 48"     |
|                    |                     |                     |           |
| 9                  | Thymen Arensman     | INEOS Grenadiers    | + 2'19"   |

| Ploegenklassement |                            |           |
| Plaats            | Ploeg                      | Tijd      |
|                   | UAE Team Emirates          | 56u57'29" |
| 2                 | BORA-hansgrohe             | + 1'19"   |
| 3                 | Decathlon AG2R La Mondiale | + 2'42"   |
| 4                 | Movistar                   | + 3'07"   |
| 5                 | Bahrain-Victorious         | + 4'14"   |

## Uitvallers
- Rui Costa (EF Education-EasyPost): Opgave na valpartij. Schade bleek te groot om verder te rijden.

1e etappe ·
2e etappe ·
3e etappe ·
4e etappe ·
5e etappe ·
6e etappe ·
7e etappe ·
8e etappe ·
9e etappe ·
10e etappe ·
11e etappe ·
12e etappe ·
13e etappe ·
14e etappe ·
15e etappe ·
16e etappe ·
17e etappe ·
18e etappe ·
19e etappe ·
20e etappe ·
21e etappe
Startlijst · Eindstanden · Afbeeldingen